# Pseudochromis jace
Pseudochromis jace är en fiskart som beskrevs av Allen, Gill och Erdmann 2008. Pseudochromis jace ingår i släktet Pseudochromis och familjen Pseudochromidae. Inga underarter finns listade i Catalogue of Life.